# Albertini von Ichtratzheim
Gli Albertini von Ichtratzheim sono un'antica famiglia appartenente alla nobiltà alsaziana.

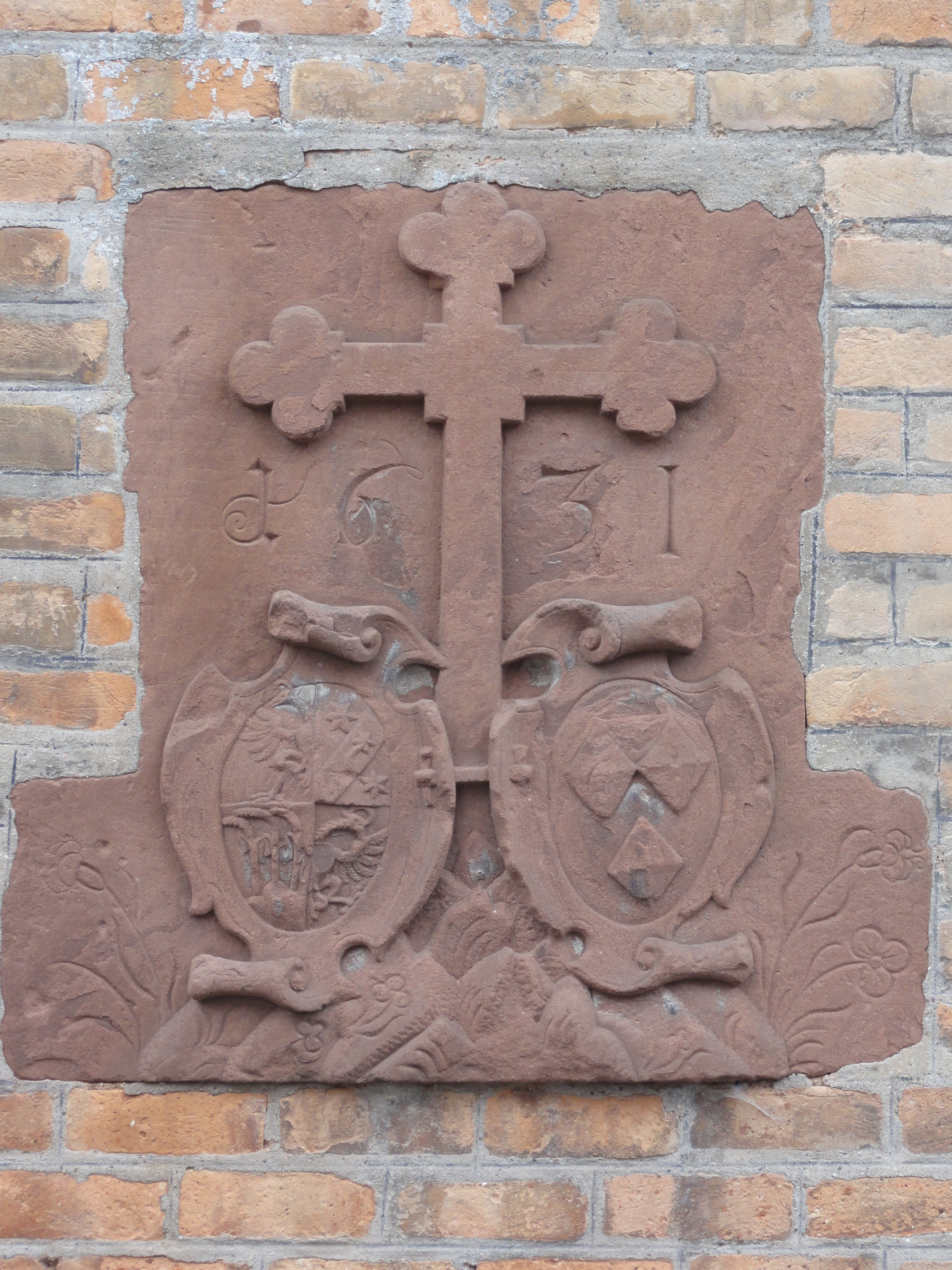
Ichtratzheim, stemma di Ascanio Albertini e della moglie Anna Barbara von Wallbrunn

## Storia
Famiglia originaria di Ferrara appartenente alla nobiltà dell'Alta Alsazia, fu feudataria dei principi-vescovi di Strasburgo. 
Nel 1624, Ascagne Albertini (1564-1629), signore di Hochfelden, acquistò il castello di Ichtratzheim (o Ichtratzenheim o Ichtersheim) con il relativo feudo di appartenenza. Nel 1631 ricostruì il castello per la seconda moglie Anna Barbara von Wallbrunn.
Nel 1680 furono insigniti del titolo di cavalieri dell'Impero ed ammessi nel cantone equestre della Bassa Alsazia. 
Con Francesco Rainaldo nel 1773 furono elevati al titolo di baroni dell'Impero e con Rainaldo Annibale dal 1802 entrano a far parte del distretto equestre di Ortenau, aggregato al cantone nobiliare svevo del Neckar.
La famiglia si estinse in linea maschile nel 1808.